# Burg Altwinnenden
Die Burg Altwinnenden, auch Burg Bürg genannt, ist die Ruine einer Spornburg oberhalb der Straße Höfen-Stöckenhof im Ortsteil Bürg der Stadt Winnenden im Rems-Murr-Kreis in Baden-Württemberg.

## Lage
Der Bergfried der Burg Altwinnenden liegt auf einem Bergsporn in den westlichen Ausläufern des Schwäbisch-Fränkischen Stufenlandes. Hinter dem Turm liegt der Ortsteil Bürg der Stadt Winnenden.

## Geschichte
In der 1. Hälfte des 12. Jahrhunderts wurde die Burg von den Herren von Winnenden erbaut und 1181 wurde der Bergfried von Gottfried von Winnenden auf dem Bergvorsprung errichtet.
1210 wurde die Burg als „castrum Winidum“ erwähnt, 1212 und 1225 ausgebaut. Als weitere Besitzer werden auch die Herren von Neuffen genannt. Die Burg verfiel im 15. Jahrhundert und wurde 1536 bis 1538 bis auf den Bergfried abgetragen.

## Heutige Nutzung
Der noch erhaltene Turm ist an zwei Seiten von einem Hotel umbaut und gehört zu dessen Anlage. Er ist deshalb nicht öffentlich zugänglich. Optisch weist nur noch der Turm auf die Existenz einer Burg an dem Standort hin. Die älteren Gebäude des Hotels wurden durch zahlreiche Anbauten immer wieder erweitert.

## Beschreibung
Von der ehemaligen kastellähnlichen Burganlage ist nur noch der runde 23 Meter hohe Bergfried mit einem Durchmesser von 7,5 Metern und einer Mauerstärke von 2,8 Metern mit Buckelquadermauerwerk erhalten.